# Mosquer de Hammond
El mosquer de Hammond (Empidonax hammondii) és una espècie d'ocell de la família dels tirànids (Tyrannidae) que cria als boscos de coníferes de l'est d'Alaska, oest del Canadà i dels Estats Units, passant l'hivern a Mèxic i Amèrica Central.